# Verismo

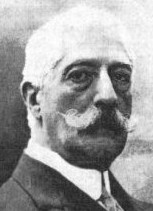
Giovanni Verga.

O verismo é uma corrente literária italiana surgida entre 1875 e 1895, a partir das obras de escritores e poetas que constituíram um escola baseada num conjunto de princípios realistas.
Os nomes fundadores do manifesto verista são Giovanni Verga e Luigi Capuana. O Verismo nasce sob a influência direta do positivismo, com absoluta fé na razão e na ciência, no método experimental e na infabilidade dos instrumentos de pesquisa, que se desenvolve e prospera a partir da década de 1830 até aos finais do século XIX. O verismo inspira-se também na literatura do naturalismo, movimento difundido em França, na segunda metade do século XIX.

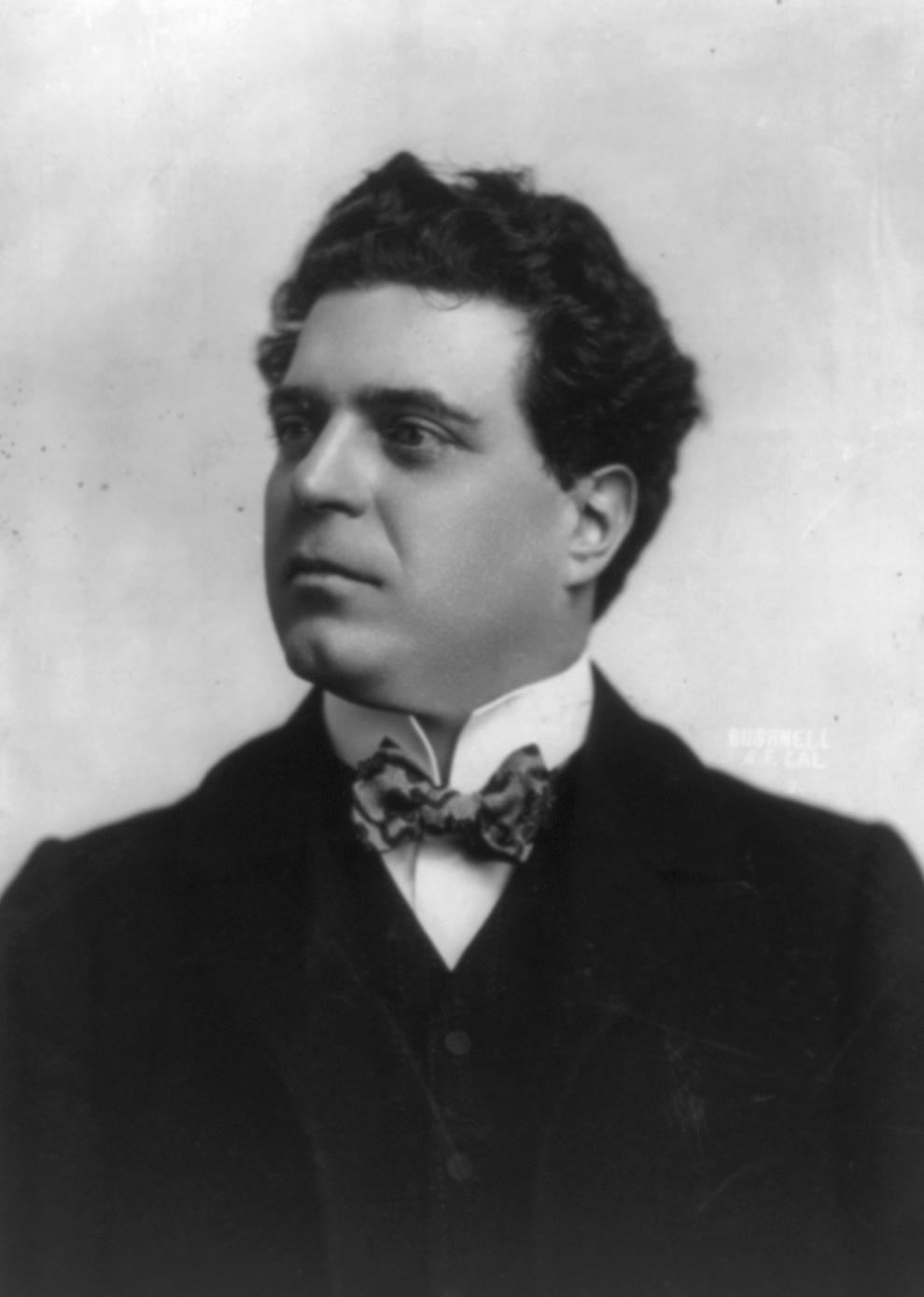
Pietro Mascagni.

A corrente também se manifesta na ópera italiana, a partir de 1890, com a Cavalleria Rusticana, de Pietro Mascagni, até o impressionismo. É marcado pelo realismo — por vezes sórdido ou violento — das descrições da vida quotidiana, especialmente das classes sociais mais baixas, rejeitando os temas históricos, míticos e grandiosos do romantismo. Há quem considere que a ópera precursora do verismo foi Carmen, de Georges Bizet (1875).